# Soledad Silveyra
Lía Soledad Silveyra (Buenos Aires, 13 de febrero de 1952) conocida artísticamente como Solita Silveyra es una actriz y presentadora argentina.

## Trayectoria
Soledad se inició como actriz adolescente, en la década del sesenta, con 12 años. Saltó a la fama como revelación en el tele-teatro El amor tiene cara de mujer de Nené Cascallar. En cine participó en 1967 con La Cigarra está que arde, su primera película, seguida por Un muchacho como yo, con Palito Ortega, y en Gitano, junto a Sandro.
En los años setenta coprotagonizó con Claudio García Satur el legendario teleteatro Rolando Rivas, taxista de Alberto Migré -uno de los más recordados del país- seguido por el exitoso Pobre diabla con Arnaldo André Fernanda Mistral y China Zorrilla.
En 1981 protagonizó el teleteatro Laura mía junto a Raúl Taibo y, en 1982, La Cenicienta adaptación de Hugo Midón, programa de ATC, junto a Boy Olmi, Elsa Berenguer, Nené Malbrán, Tina Serrano y Franklin Caicedo, con música de Nito Mestre (Tema de Cenicienta).

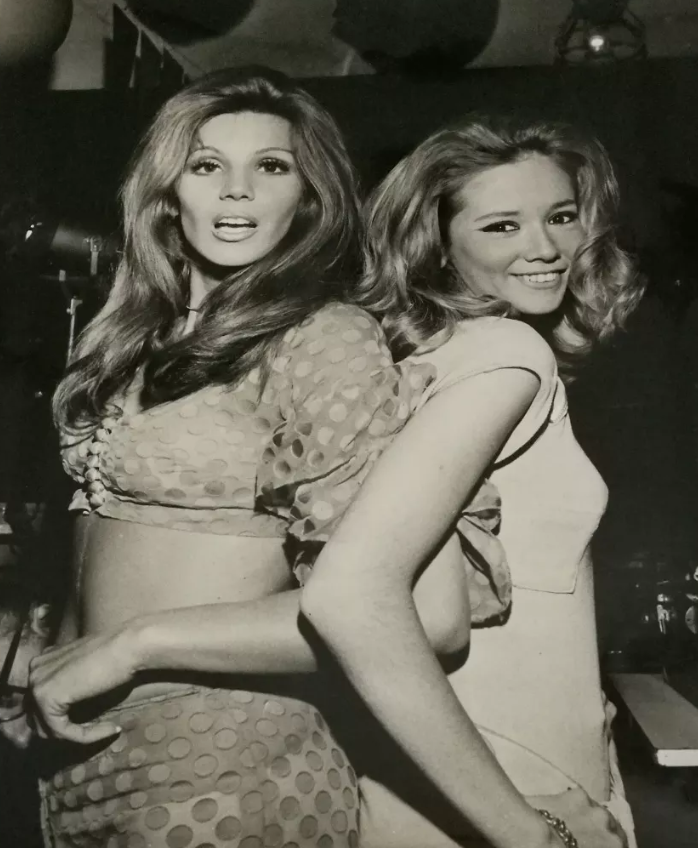
Susana Gimenez y Silveyra en 1970

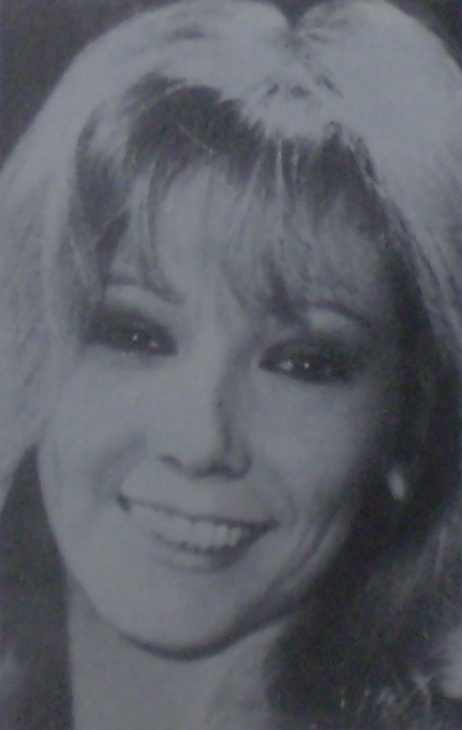
Silveyra en 1982

En 1982 recibió un premio del Festival Internacional de Cine Imaginario y de Ciencia Ficción de la Villa de Madrid, por La casa de las siete tumbas.
Al mismo tiempo incursionó en teatro: Sabor a miel con Elsa Berenguer, El hombre elefante con Miguel Ángel Solá, La malasangre de Griselda Gambaro, El prisionero de la segunda avenida, de Neil Simon, con Carlos Calvo, Perdidos en Yonkers con Lydia Lamaison dirigida por China Zorrilla con quien compartirá el escenario en Eva y Victoria pieza de Mónica Ottino que plantea un encuentro imaginario entre dos personalidades tan antagónicas como Eva Perón y Victoria Ocampo.
Zorrilla la dirigió otra vez en La pulga en la oreja de Georges Feydeau con Claudia Lapacó y Carlos Calvo.
Actuó en varios éxitos de cine durante los años 1990, como Siempre es difícil volver a casa o Despabílate amor.

### Televisión
En 2001 debutó como presentadora de televisión, condujo la versión argentina del programa Gran hermano en sus tres primeras ediciones, hasta 2003. Ganó popularidad con frases como "adelante mis valientes" y el apodo de "Madre de la Casa".
Después de Gran Hermano actuó en telenovelas de Telefe como Amor en custodia (2005) y La ley del amor (2007) que abandonó por decisión propia.
En la telenovela de Telefe Vidas robadas interpretó a Rosario, una madre luchadora que perdió a su hija.
En 2008 y 2009 condujo Un tiempo después, ciclo producido por Endemol para Telefé. La actriz entrevistó a personas relacionadas con noticias que quedaron en el olvido. Por este ciclo, recibió elogiosas críticas y el público la acompañó con altos números de índices de audiencia para un programa periodístico. Fue la única que tuvo en 2009 una entrevista exclusiva con la presidenta argentina Cristina Fernández de Kirchner.
En 2010 protagonizó la telenovela de Telefé Secretos de amor junto a Arturo Puig, coprotagonizada por Adrián Navarro, Juan Gil Navarro, Agustina Lecouna y Francisco Rizzo.
En 2013-2014 participó de la telenovela Mis amigos de siempre por Canal Trece. Abandonó la tira de Pol-ka para ser jurado del Bailando por un sueño 2014, que comenzó el 28 de abril y que se emitió por la pantalla de El Trece. Continuó en ese rol en 2015 y 2016. En 2017 a través de su Instagram confirmó que no regresaría a Bailando. En el mismo mensaje anunció que regresaría al teatro.
En mayo de 2017 y junto al actor Osvaldo Laport, presentaron la telenovela turca, Tiempo de Amar en Telefé introduciendo los capítulos que se emitían de lunes a viernes a las 13; sin embargo la novela no tuvo buena audiencia y fue retirada a principios de junio. En julio de 2017 participó en Libro de la memoria, un homenaje a los 23 años del atentado a la AMIA junto a otros actores.

### Política
En el año 2001, fue candidata a Diputada Nacional por la Ciudad Autónoma de Buenos Aires. Integrando la lista del ARI, que encabezaban Alfredo Bravo y Susana Rinaldi como candidatos a Senadores Nacionales, alcanzando el segundo lugar.

## Vida personal

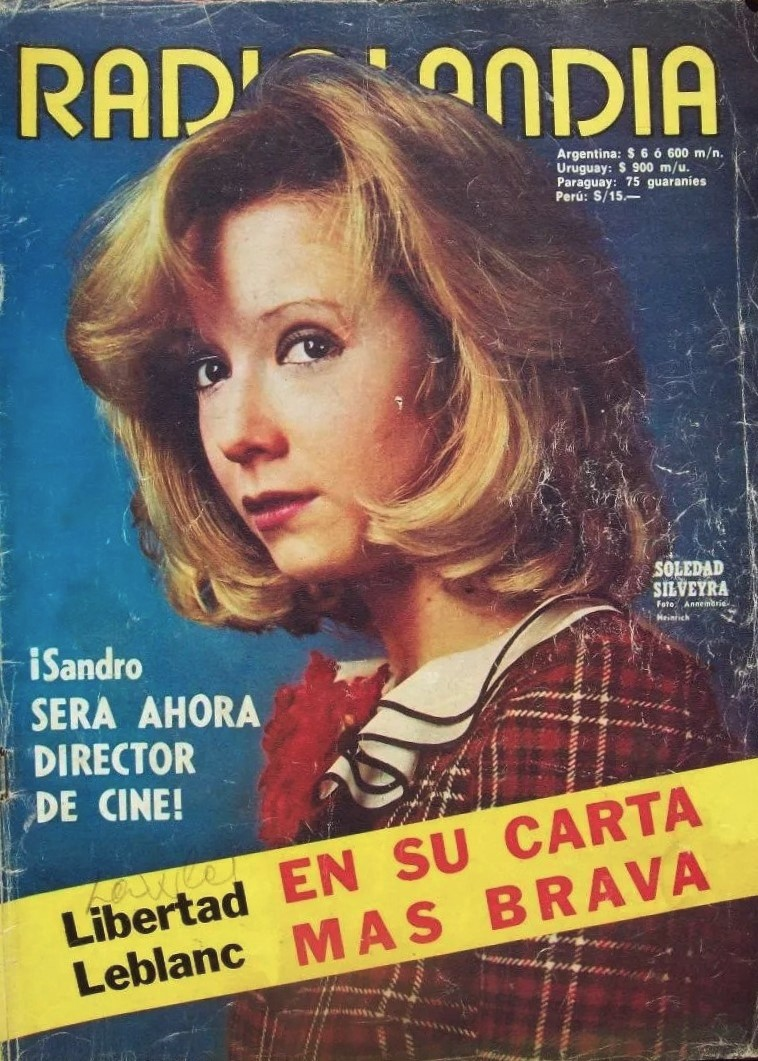
Silveyra fotografiada por Annemarie Heinrich para Radiolandia en 1975

En su infancia, fue una niña muy triste; sus padres se separaron cuando ella tenía un año. Vio a su padre pocas veces desde entonces. Posteriormente ambos formaron nuevas parejas y tuvieron otros hijos. Soledad tiene un medio hermano por parte de madre, Máximo Hoppf, y dos medio hermanos por parte de padre, Juan y Cecilia Silveyra.
Luego de un tiempo, el segundo marido de su madre murió, lo que la dejó a ella, su hermano, su madre y su abuela en una situación económica comprometedora. Entonces, Soledad tuvo que trabajar para contribuir a su familia; comenzó a actuar gracias al actor Zelmar Gueñol, que solía ir a su casa a visitar a su primo.
En 1970 conoció a José María Jaramillo, con quien se casó en 1972 y de quien se separó en 1982. Tuvieron dos hijos, Baltazar y Facundo. Nunca se divorciaron para que sus hijos no sufrieran. José María falleció en 2009 a causa de un cáncer de pulmón. Su hijo mayor, Baltazar, es el director de la emisora de radio Radio de la Ciudad, también conocida como La Once Diez.
Cuando Soledad tenía 35 años, su madre se suicidó y ella se hizo cargo de su hermano Máximo como si fuera un hijo. Años después, Máximo murió a causa del VIH/sida y ella se hizo cargo de sus dos sobrinos.

## Televisión
| Ficciones | Ficciones                         | Ficciones                          | Ficciones                                   |
| Año       | Título                            | Personaje                          | Notas                                       |
| --------- | --------------------------------- | ---------------------------------- | ------------------------------------------- |
| 1964      | El amor tiene cara de mujer       | Betina                             | Recurrente                                  |
| 1965      | Su comedia Favorita               | Varios personajes                  | Protagonista                                |
| 1967      | La venganza                       | Esther Santibáñez                  | Coprotagonista                              |
| 1967      | Martín Fierro                     | Juanita                            | Coprotagonista                              |
| 1968      | El mundo del espectaculo          | Nelida                             | Participación especial                      |
| 1969      | La novela de Corín Tellado        | Varios personajes                  | Protagonista                                |
| 1970      | Alta comedia                      | Varios personajes                  | Participación especial                      |
| 1970      | La comedia de los martes          | Varios personajes                  | Participación especial                      |
| 1970      | Do...Re...Mi...Papá               | Varios personajes                  | Protagonista                                |
| 1970      | Una vida para amarte              | Eugenia Duran                      | Protagonista / Antagonista                  |
| 1971      | Así en la villa como en el cielo  | Muñeca                             | Protagonista                                |
| 1971      | La luna sobre el circo            | Cassandra / Luna                   | Protagonista                                |
| 1971      | Juguemos al amor                  | María Cáceres                      | Protagonista                                |
| 1972      | La Gata                           | Renata Santacruz "La gata"         | Protagonista                                |
| 1972-1973 | Rolando Rivas, taxista            | Mónica Helguera Paz                | Protagonista                                |
| 1973      | Platea 7                          | Carola                             | Participación especial                      |
| 1973      | El hogar que yo robé              | Genoveva Aguilar                   | Antagonista                                 |
| 1973-1974 | Pobre diabla                      | Marcela Morelli de Mejía Guzmán    | Protagonista                                |
| 1974-1975 | Mi hombre sin noche               | Aldana                             | Protagonista                                |
| 1974      | Porcelandia                       | Sole                               | Invitada                                    |
| 1975      | Sembraderos                       | Rita Gómez                         | Protagonista                                |
| 1975-1976 | Tu rebelde ternura                | Norah                              | Protagonista                                |
| 1976      | Sol tardío (Chile)                | Soledad                            | Participación especial                      |
| 1977      | El show de Eber y Nélida Lobato   | Varios personajes                  | Participación especial                      |
| 1978      | El tío Porcel                     | Varios personajes                  | Participación especial                      |
| 1979      | Chau, amor mío                    | Fe                                 | Protagonista                                |
| 1979-1980 | Al rojo vivo                      | Liliana Márquez Carmona de Peralta | Protagonista                                |
| 1980-1981 | Hilda                             | Paulina Marchetti                  | Coprotagonista                              |
| 1981      | Laura mía                         | Laura                              | Protagonista                                |
| 1981      | Los exclusivos del 9              | Solita                             | Invitada                                    |
| 1982      | La Cenicienta                     | Cenicienta                         | Protagonista                                |
| 1982      | Noche estelar                     | Sofía                              | Protagonista                                |
| 1982      | Como en el teatro                 | Varios personajes                  | Participación especial                      |
| 1983      | Lista Negra                       | Leonor                             | Antagonista                                 |
| 1983      | J. J. Jueza de gloria             | Paula Garmendia                    | Antagonista                                 |
| 1983      | Mundos opuestos                   | Cristina Palavecino                | Antagonista                                 |
| 1983      | No toca botón                     | Varios personajes                  | Protagonista                                |
| 1984      | Los exclusivos del 11             | Varios personajes                  | Protagonista                                |
| 1984-1985 | Situación límite                  | Varios personajes                  | Protagonista                                |
| 1985      | Entre el cielo y la tierra        | Julia Chávez                       | Protagonista                                |
| 1986      | ¿Quién es Iván Aguirre?           | Clara Ansaldi                      | Protagonista                                |
| 1987      | Ficciones                         | Varios personajes                  | Protagonista                                |
| 1987      | Cuatro Princesas                  | Paola Santander de Guevara         | Protagonista                                |
| 1987      | Despues del atardecer             | Rafaela Sandoval                   | Protagonista                                |
| 1988      | Hombres de ley                    | Carolina Álvarez                   | Protagonista                                |
| 1988      | Contracara                        | Sonia Trejo                        | Protagonista                                |
| 1988      | Los porteños                      | María Inés de Santos               | Coprotagonista                              |
| 1989      | Como ellos no hay más             | Ana                                | Coprotagonista                              |
| 1989      | Por amor al arte La Bonita Página | Andrea Ortega Silvina Laura        | Recurrente Protagonista                     |
| 1990-1991 | Atreverse                         | Varios personajes                  | Participación especial                      |
| 1992      | Luces y sombras                   | Varios personajes                  | Participación especial                      |
| 1992      | Desde adentro                     | Victoria Ramos                     | Coprotagonista                              |
| 1993      | Doble juego (Chile)               | Josefa María                       | Participación especial                      |
| 1994      | Tardes de sol                     | Sol                                | Protagonista                                |
| 1994      | Mirada de Mujer                   | Isabel Domínguez de Santiesteban   | Protagonista                                |
| 1995      | La hermana mayor                  | Astrid Sosa Ferreyra               | Protagonista                                |
| 1996      | Los especiales de Doria           | Varios personajes                  | Varios episodios                            |
| 1997-1998 | Socios y más                      | Margarita                          | Elenco secundario                           |
| 1999-2001 | Campeones de la vida              | Clara "Clarita" Ulloa              | Protagonista                                |
| 2001      | Poné a Francella                  | Escort                             | Invitada                                    |
| 2003      | Costumbres argentinas             | Julia Pagliaro                     | Participación especial                      |
| 2004      | El deseo                          | Mercedes "Mecha" de Bernal         | Protagonista                                |
| 2005      | Amor en custodia                  | Paz Achaval-Urien Bustamante       | Protagonista                                |
| 2006      | Amor en custodia (México)         | Magdalena Millán                   | Participación Especial                      |
| 2006-2007 | La ley del amor                   | Renata Guerrico de Conforte        | Protagonista                                |
| 2008      | Vidas robadas                     | Rosario Soler de Miguez            | Coprotagonista                              |
| 2010      | Secretos de amor                  | Diana Demare                       | Protagonista                                |
| 2011      | Volver al ruedo                   | Elena                              | Programa especial de Fundación Huésped      |
| 2012      | Condicionados                     | María Laura "Lorna" Cocker         | Protagonista                                |
| 2012      | Amores de historia                | Marta                              | Ep1: "Marta y Leandro (2 de abril de 1997)" |
| 2013-2014 | Mis amigos de siempre             | Inés de Ruiz                       | Coprotagonista                              |
| 2016      | Al borde                          | Nelly                              | Programa especial de Fundación Huésped      |
| 2017      | Heidi, bienvenida a casa          | Astrid Rottenmeier                 | Participación Especial                      |
| 2019      | Monzón                            | Elba Muñiz                         | Estelar                                     |
| 2019      | El host                           | Alicia                             | Participación especial                      |
| 2020      | Los internacionales               | Justina                            | Participación especial                      |
| Programas |                                   |                                    |                                             |
| Año       | Título                            | Rol                                | Notas                                       |
| 1994      | Tardes de Sol                     | Conductora                         |                                             |
| 1998      | Utilísima                         | Conductora                         |                                             |
| 1999      | La Argentina de Tato              | Sole Bonilla de León               | Invitada                                    |
| 2001      | Gran Hermano 1                    | Conductora                         |                                             |
| 2001      | Gran Hermano 2                    | Conductora                         |                                             |
| 2002-2003 | Gran Hermano 3                    | Conductora                         |                                             |
| 2008-2009 | Un tiempo después                 | Conductora                         |                                             |
| 2014-2016 | Bailando por un sueño             | Jurado                             |                                             |
| 2017      | La novela de la una               | Conductora                         | Junto con Osvaldo Laport                    |
| 2020      | Mujeres                           | Conductora                         |                                             |

## Cine
| 1967 | La cigarra está que arde                                  | Gloria              | Debut cinematográfico |
| 1968 | Un muchacho como yo                                       | Celia Ramos         |                       |
| 1968 | Psexoanálisis                                             | Erica               |                       |
| 1969 | Los muchachos de antes no usaban gomina                   | Barbara             |                       |
| 1969 | Quiero llenarme de ti                                     | Ana María           |                       |
| 1969 | El profesor hippie                                        | Nelida Echeverría   |                       |
| 1969 | Don Segundo Sombra                                        | Aurora              |                       |
| 1970 | Gitano                                                    | Carmen              |                       |
| 1970 | Los mochileros                                            | Ana María           |                       |
| 1971 | Los neuróticos                                            | Lilia               |                       |
| 1971 | Así es Buenos Aires                                       | María Pagano        |                       |
| 1972 | Disputas en la cama                                       | Blanca              |                       |
| 1972 | La colimba no es la guerra                                | Elsa                |                       |
| 1973 | La malavida                                               | Juana               |                       |
| 1973 | ¡Quiero besarlo señor!                                    | Sofía               |                       |
| 1974 | Gracia y el forastero                                     | Gracia              |                       |
| 1974 | Rolando Rivas, taxista                                    | Mónica Helguera Paz |                       |
| 1975 | Bodas de cristal                                          | Clara               |                       |
| 1975 | Una mujer                                                 | Amelia              |                       |
| 1980 | Los miedos                                                | Rita                |                       |
| 1981 | Los crápulas                                              | Paula               |                       |
| 1982 | La casa de las siete tumbas                               | Clara               |                       |
| 1982 | Últimos días de la víctima                                | Cecilia Ravenna     |                       |
| 1984 | La Rosales                                                | Rosa                |                       |
| 1985 | Flores robadas en los jardines de Quilmes                 | Carmen / Samantha   |                       |
| 1985 | Hay unos tipos abajo                                      | Eva                 |                       |
| 1986 | Sostenido en La menor                                     | Ana                 |                       |
| 1986 | Pinocho                                                   | Pinocho             |                       |
| 1986 | Los lios de Susana                                        | Susana              |                       |
| 1987 | Los dueños del silencio                                   | Mujer del capitán   |                       |
| 1987 | La clínica del Dr. Cureta                                 | Sra. Mioma          |                       |
| 1991 | Dios los cría                                             | Ángela              |                       |
| 1992 | Algunas mujeres                                           | Olga                | Cortometraje          |
| 1992 | Siempre es difícil volver a casa                          | Julia               |                       |
| 1996 | Despabílate amor                                          | Ana                 |                       |
| 1997 | Entre la sombra y el alma                                 | Laura               | Cortometraje          |
| 1997 | Sin reserva                                               | Superiora           |                       |
| 1998 | La noche del coyote                                       | Sofía               |                       |
| 2001 | Porque te quiero                                          | Leticia             |                       |
| 2007 | Las hermanas L                                            | Mabel               |                       |
| 2011 | Mi primera boda                                           | Marta               |                       |
| 2011 | Industria argentina, la fábrica es para los que trabajan  | Sindica             |                       |
| 2015 | La intrusa                                                | Elena               | Cortometraje          |
| 2016 | Una noche de amor                                         | Madre de Leo        |                       |
| 2017 | Libro de la memoria: Homenaje a las victimas del atentado | Mónica              | Cortometraje          |
| 2019 | Los adoptantes                                            | Miriam              |                       |
| 2019 | El retiro                                                 | Aída                |                       |
| 2020 | Karakol                                                   | Selva               |                       |
| 2021 | La panelista                                              | Claudia             |                       |
| 2022 | Hoy se arregla el mundo                                   | Patricia            |                       |

## Teatro
- Los chicos también pecan (1966)
- Los japoneses no esperan (1973)
- Sabor a miel (1974)
- Vidas privadas (1976)
- Las mariposas son libres (1976)
- Gigi (1977)
- Capítulo II (1978)
- La señorita Julia (1979)
- El hombre elefante (1981)
- La mala sangre (1982)
- Pinocho (1983)
- El sol naciente (1984)
- Trío (1986)
- Plaza suite (1987)
- Hay que deshacer la casa (1988)
- Madre Coraje (1989)
- Evita (1989)
- El mago de Oz (1989)
- Extraña pareja (1990)
- Alicia en el país de las maravillas (1992)
- Perdidos en Yonkers (1993)
- Hansel y Gretel (1993)
- El Príncipe Feliz (1994)
- Las visiones de Simone Machard (1997)
- Perla (1997)
- Eva y Victoria (1999)
- El prisionero de la Segunda Avenida (2001)
- El cuarto azul (2002)
- Made in Lanús (2002)
- Hasta aquí llegó mi amor (2006)
- Horai, la visión de lo intangible (2007)
- Espejos circulares (2011)
- Hembras, un encuentro de mujeres notables (2012)
- Humores que matan (2012/2013)
- Nada del amor me produce envidia (2013)
- Marcianos en la casa (2016)
- Lo que nos une (2018).
- Cartas de amor (2019-2021).
- ¿Quién es quién? (2025)

## Discografía
- 1973: "Tuyo" - Junto a Claudio García Satur - RCA VICTOR
- 1992: "Alicia en el país de las maravillas" - Junto a Lito Vitale - WORMO
- 1994: "Tardes de Sol" - DASAFE S.R.L.

## Premios y nominaciones

### Premios ACE
| 1993 | Mejor Actriz protagónica dramática  | Perdidos en Yonkers | Ganadora |
| 2011 | Mejor Actriz protagónica en comedia | Espejos circulares  | Ganadora |

### Premios Konex
| Año  | Categoría                                        | Obra                      | Resultado |
| ---- | ------------------------------------------------ | ------------------------- | --------- |
| 1991 | Diploma al Mérito - Actriz de Comedia Radio y TV | Trayectoria última década | Ganadora  |
| 1981 | Diploma al Mérito - Actriz Dramática Radio y TV  | Trayectoria última década | Ganadora  |

### Premio Martín Fierro
| 2013 | Actriz protagonista de comedia  | Mis amigos de siempre                               | Nominada |
| 2012 | Actriz protagonista de unitario | Condicionados                                       | Nominada |
| 2008 | Actriz protagonista de novela   | Vidas robadas                                       | Ganadora |
| 2007 | Actriz protagonista de novela   | La ley del amor                                     | Nominada |
| 2006 | Actriz protagonista de novela   | La ley del amor                                     | Nominada |
| 2005 | Actriz protagonista de novela   | Amor en custodia                                    | Nominada |
| 2000 | Actriz protagonista de comedia  | Campeones de la vida                                | Nominada |
| 1999 | Actriz protagonista de comedia  | Campeones de la vida                                | Nominada |
| 1998 | Actriz protagonista de comedia  | Socios                                              | Nominada |
| 1996 | Actriz protagonista de drama    | Los especiales de Doria/Homenaje al Teatro Nacional | Ganadora |

### Premios Clarín
| 2008 | Actriz de drama en televisión | Vidas robadas | Ganadora |

### Premios VOS
| 2016 | Consagración | Marcianos en la casa | Ganadora |